# Sonnengott des Himmels
Der Sonnengott des Himmels (heth. nepišaš Ištanu) ist eine hethitische Sonnengottheit. Er ist neben der Sonnengöttin von Arinna die zweite von den Hethitern verehrte Sonnengottheit. Der Sonnengott des Himmels wurde mit dem hurritischen Sonnengott Šimige gleichgesetzt.

## Der Sonnengott des Himmels im hethitischen Großreich

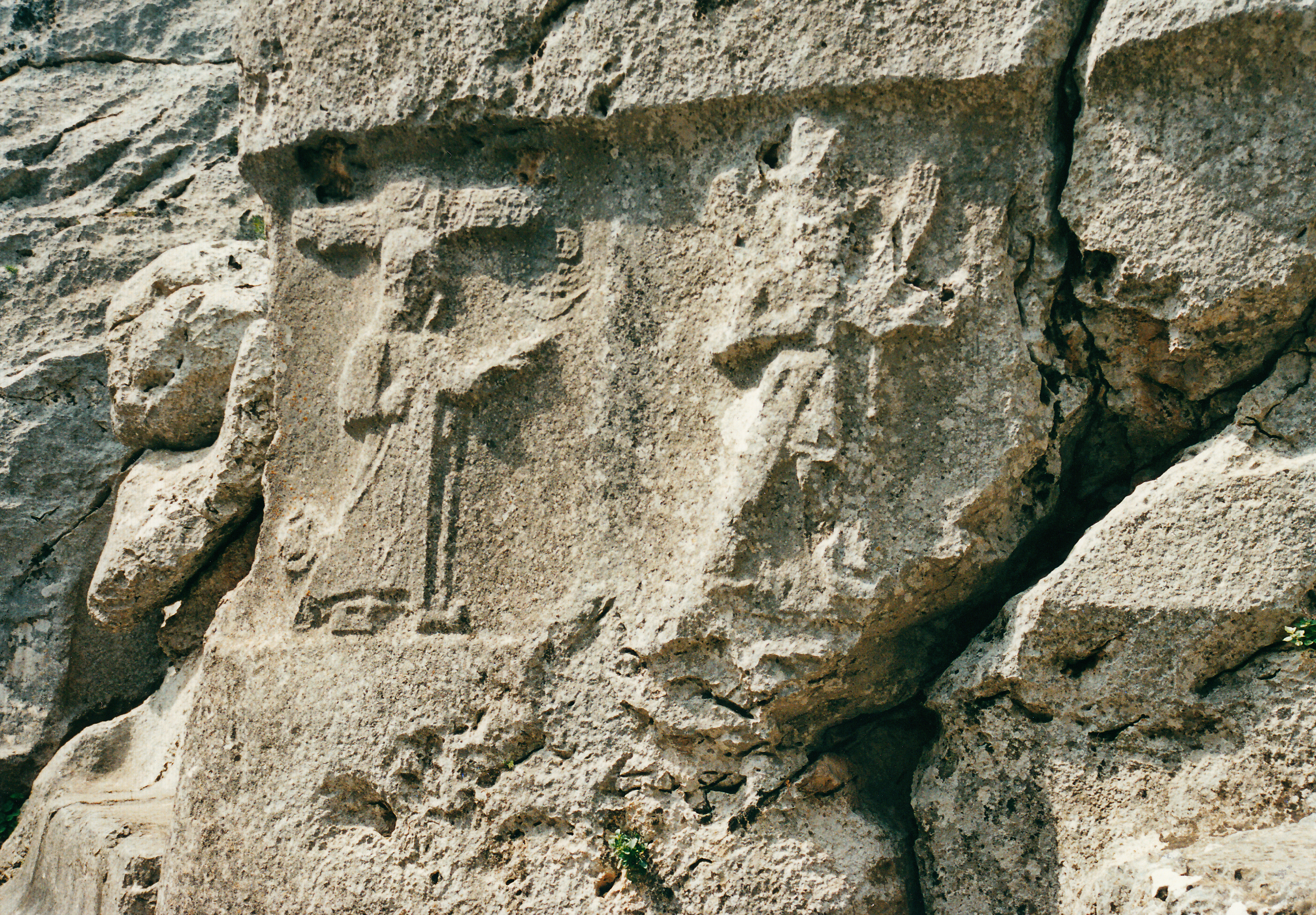
Darstellung des Sonnengottes des Himmels im großreichszeitlichen Felsheiligtum von Yazılıkaya, links, daneben der hurritische Mondgott Kušuḫ, hethitisch Arma

Der Sonnengott des Himmels diente seit der Zeit von Hethiterkönig Tudḫaliya II. als Schutzgottheit des Großkönigs, verdeutlicht durch eine geflügelte Sonnenscheibe auf den Königssiegeln, und wurde schließlich Gott des Königtums par excellence. Seit Großkönig Šuppiluliuma I., vielleicht auch eher, nahm der Sonnengott des Himmels eine bedeutende Rolle als oberster Schwurgott der Staatsverträge ein.
In Anlehnung an den mesopotamischen Sonnengott Šamaš gewann auch der Sonnengott des Himmels eine gesteigerte Bedeutung als Gott des Rechts, der Gerechtigkeit und der Wahrheit.

## Weitere Sonnengötter Altanatoliens

### Tiwad

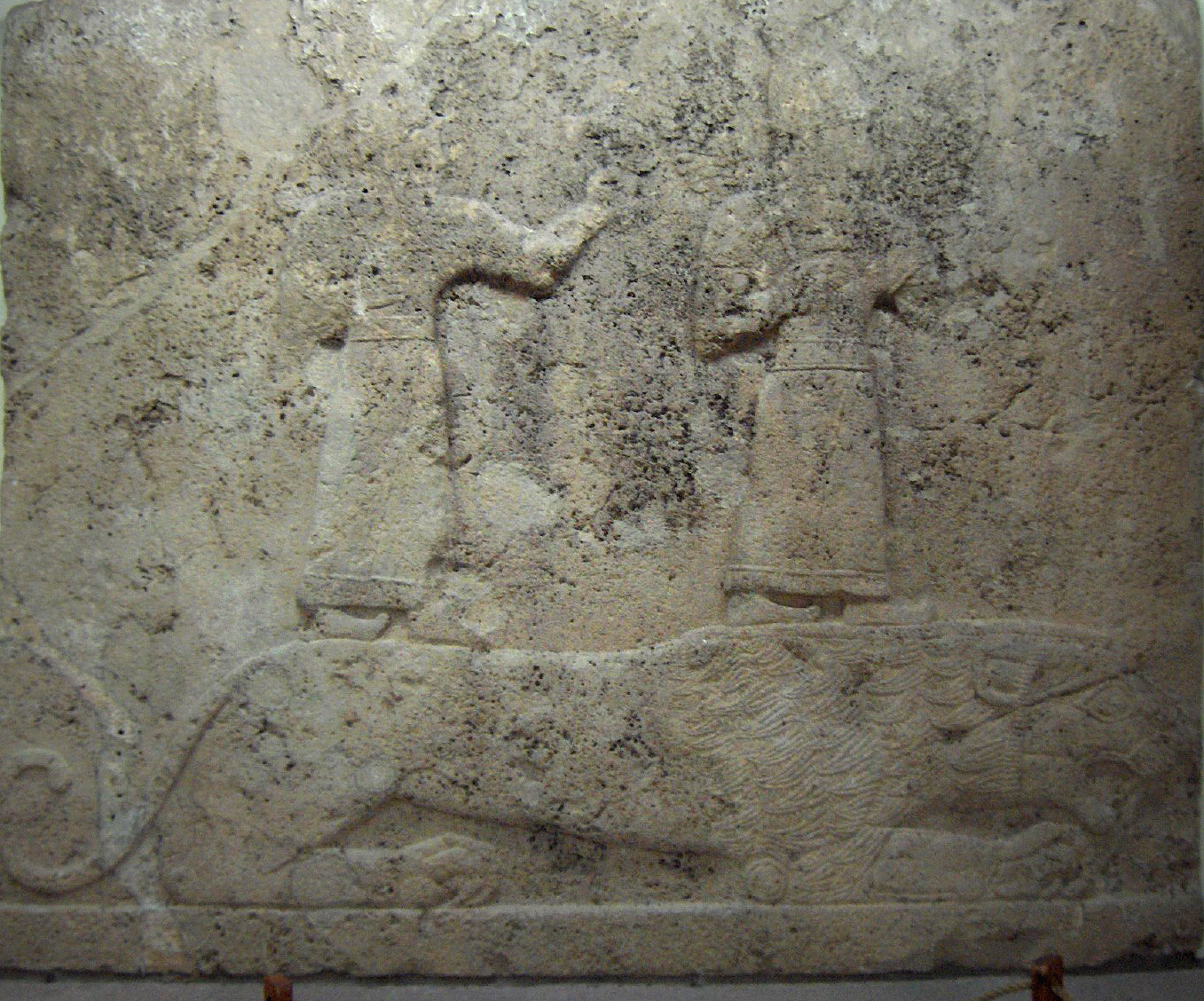
Sonnengott Tiwad (l.) und Mondgott Arma (r.) auf einem Löwen (neo-hethitische Darstellung aus Karkemiš)

Tiwad (im Nominativ: Tiwaz) ist der Sonnengott der Luwier. Er hatte, anders als der mesopotamische Šamaš, keine Verbindung zur Unterwelt. Dieser Aspekt der Sonne wurde im luwischen Glauben durch die Sonnengöttin der Erde verkörpert.
In der Stadt Tauriša bildete Tiwad eine Triade mit der Göttin Kamrušepa und ihrem gemeinsamen Sohn, einem Schutzgott (Sumerogramm KAL) mit dem luwischen Beinamen wašḫazza- („geweiht, heilig“). Tiwad wurde auch noch in den neo-hethitischen Staaten luwischer Sprache der Eisenzeit verehrt.

### Tiyaz
Tiyad (Nominativ: Tiyaz), ist der Sonnengott, den die Palaer verehrten. Er wurde als Vater und Mutter des Königs bezeichnet.